# Кубок африканських націй 1990
Кубок африканських націй 1990 року — 17-та континентальна футбольна першість, організована Африканською конфедерацією футболу. Змагання проходили з 2 по 16 березня 1990 року в Алжирі. Всього було зіграно 16 матчів, в яких забито 30 м’ячів (в середньому 1,86 м’яча за матч). Збірна Алжиру вперше стала чемпіоном Африки, подолавши у фінальному матчі збірну Нігерії з рахунком 1:0.

## Учасники
За результатами кваліфікації місце у фінальному розіграші здобули такі команди (число в дужках показує вкотре команда брала участь у фінальному турнірі африканської першості):
- Єгипет (12)
- Кот-д'Івуар (8)
- Нігерія (8)
- Алжир (7) — кваліфікований автоматично як господар.
- Камерун (7) — кваліфікований автоматично як чинний чемпіон.
- Замбія (5)
- Кенія (3)
- Сенегал (3)

## Груповий етап

### Група A
|             |   |   |   |   |    |    |   |
| Команда     | І | В | Н | П | МЗ | МП | О |
| Алжир       | 3 | 3 | 0 | 0 | 10 | 1  | 6 |
| Нігерія     | 3 | 2 | 0 | 1 | 3  | 5  | 4 |
| Кот-д'Івуар | 3 | 1 | 0 | 2 | 3  | 5  | 2 |
| Єгипет      | 3 | 0 | 0 | 3 | 1  | 6  | 0 |
|             |   |   |   |   |    |    |   |

| Результати     |                  |             |           |             |
| Дата           | Місце проведення |             | Результат |             |
| 3 березня 1990 | Алжир            | Алжир       | 5:1       | Нігерія     |
| 3 березня 1990 | Алжир            | Кот-д'Івуар | 3:1       | Єгипет      |
| 6 березня 1990 | Алжир            | Алжир       | 3:0       | Кот-д'Івуар |
| 6 березня 1990 | Алжир            | Нігерія     | 1:0       | Єгипет      |
| 9 березня 1990 | Алжир            | Нігерія     | 1:0       | Кот-д'Івуар |
| 9 березня 1990 | Алжир            | Алжир       | 2:0       | Єгипет      |
|                |                  |             |           |             |

### Група B
|         |   |   |   |   |    |    |   |
| Команда | І | В | Н | П | МЗ | МП | О |
| Замбія  | 3 | 2 | 1 | 0 | 2  | 0  | 5 |
| Сенегал | 3 | 1 | 2 | 0 | 2  | 0  | 4 |
| Камерун | 3 | 1 | 0 | 2 | 2  | 3  | 2 |
| Кенія   | 3 | 0 | 1 | 2 | 0  | 3  | 1 |
|         |   |   |   |   |    |    |   |

| Результати     |                  |         |           |         |
| Дата           | Місце проведення |         | Результат |         |
| 3 березня 1990 | Аннаба           | Замбія  | 1:0       | Камерун |
| 3 березня 1990 | Аннаба           | Сенегал | 0:0       | Кенія   |
| 6 березня 1990 | Аннаба           | Замбія  | 1:0       | Сенегал |
| 6 березня 1990 | Аннаба           | Сенегал | 2:0       | Камерун |
| 9 березня 1990 | Аннаба           | Замбія  | 0:0       | Сенегал |
| 9 березня 1990 | Аннаба           | Камерун | 2:0       | Кенія   |
|                |                  |         |           |         |